# دمشقیه
دمشقیه (کُمُش‌قیه، گوموش‌قیه) یکی از محله‌های تاریخی تبریز است که در مرکز این شهر (منطقهٔ ۸) واقع شده‌است. این محله آرامگاه امیران چوپانی و سلاطین جلایری را در خود جای داده و گاهی زیرمجموعهٔ محلهٔ بزرگ‌تر خیابان هم محسوب می‌شود.
محلهٔ دمشقیه از سمت شمال و شرق به رودخانهٔ مهرانه‌رود، از سمت غرب به خیابان منصور (بهشتی) و از سمت جنوب به کوچهٔ قره‌باغی‌ها محدود شده‌است. خیابان دمشقیه، خیابان اصلی این محله است و «دبیرستان الزهرا» (گورستان سابق دمشقیه، واقع در نزدیکی تقاطع خیابان‌های دمشقیه و رضانژاد) مرکز این محله محسوب می‌شود.

## وجه تسمیه
دمشقیه منسوب به «دمشق خواجه» پسر امیر چوپان (نیای چوپانیان) است و به همین دلیل، «دمشقیه» خوانده شده‌است. در گذشته در این محله، باغ و عمارت بزرگی منسوب به بغداد خاتون (همسر ابوسعید بهادرخان ایلخانی) وجود داشته که آن را به نام برادر مقتول خود (دمشق خواجه) و جهت تدفین او ایجاد کرده بود و این محله هم در پیرامون باغ مذکور گسترش یافته‌است.

## تاریخچه
در محوطه و جوار باغ دمشق خواجه، آرامگاه مخروبهٔ سلاطین جلایری و چوپانی و گورستانی قدیمی تا اوایل دههٔ ۱۳۰۰ خورشیدی وجود داشته‌است. حافظ حسین کربلایی در کتاب روضات الجنان و جنات الجنان در وصف محلهٔ دمشقیه، عمارت آن و آرمیدگان در آن چنین می‌نویسد (البته در اکثر منابع به وجود آرامگاه امیران چوپانی در این محله، به دلیل خاطرهٔ ناخوشایند مردم از آن‌ها، اشارهٔ مستقیم نشده‌است):
همچنین قریب به تکیه شاه حسین عمارتی است مشهور به «دمشقیه» بنای بغداد خاتون دختر امیر چوپان، این بغداد خاتون اول زوجه امیر شیخ حسن جلایر بود که از جانب مادر، خواهرزادهٔ سلطان محمد خدابنده بود، بعد از مدتی مشارالیه زوجه محبوبه خود را که در حسن و جمال یگانه آفاق بود، طلاق داد. سلطان ابوسعید او را در حباله نکاح درآورد و این عمارت در زمان سلطان مذکور ساخته و پرداخته شد. عمارتی است در کمال علو و ارتفاع مدفن بعضی امرا و سلاطین است از آن جمله دمشق خواجه ولد امیر چوپان و مشارالیه را در سنه ۷۲۷ ه‍.ق مصر خواجه به امر سلطان ابوسعید به قتل رساند. دیگر شیخ حسن پسر سلطان اویس جلایر، و دیگر برادران وی سلطان حسین بن شیخ اویس و دیگر سلطان احمد که قاتل و برادر سلطان حسین مذکور بود همان‌جا مدفون است.
شعر در وصف دفن سلطان احمد جلایر در عمارت دمشقیه:
| ز یک سو برادر بد و، مادرش |  | به دیگر طرف خویش و هم خواهرش |
| سپردند تبریزیانش به خاک   |  | سوی خانه رفتند دل گشته چاک   |

## دبیرستان الزهرا
در دههٔ ۱۳۵۰ خورشیدی، کار ساخت مدرسه‌ای دخترانه برروی گورستان تاریخی دمشقیه شروع شد و نهایتاً در سال ۱۳۵۶ خورشیدی به بهره‌برداری رسید. این مدرسه امروزه تحت عنوان «دبیرستان نمونه‌دولتی الزهرا» به فعالیت خود ادامه می‌دهد. دبیرستان الزهرا در خیابان دمشقیه، منطقهٔ «میر چوپان» (امیر چوپان) قرار دارد.

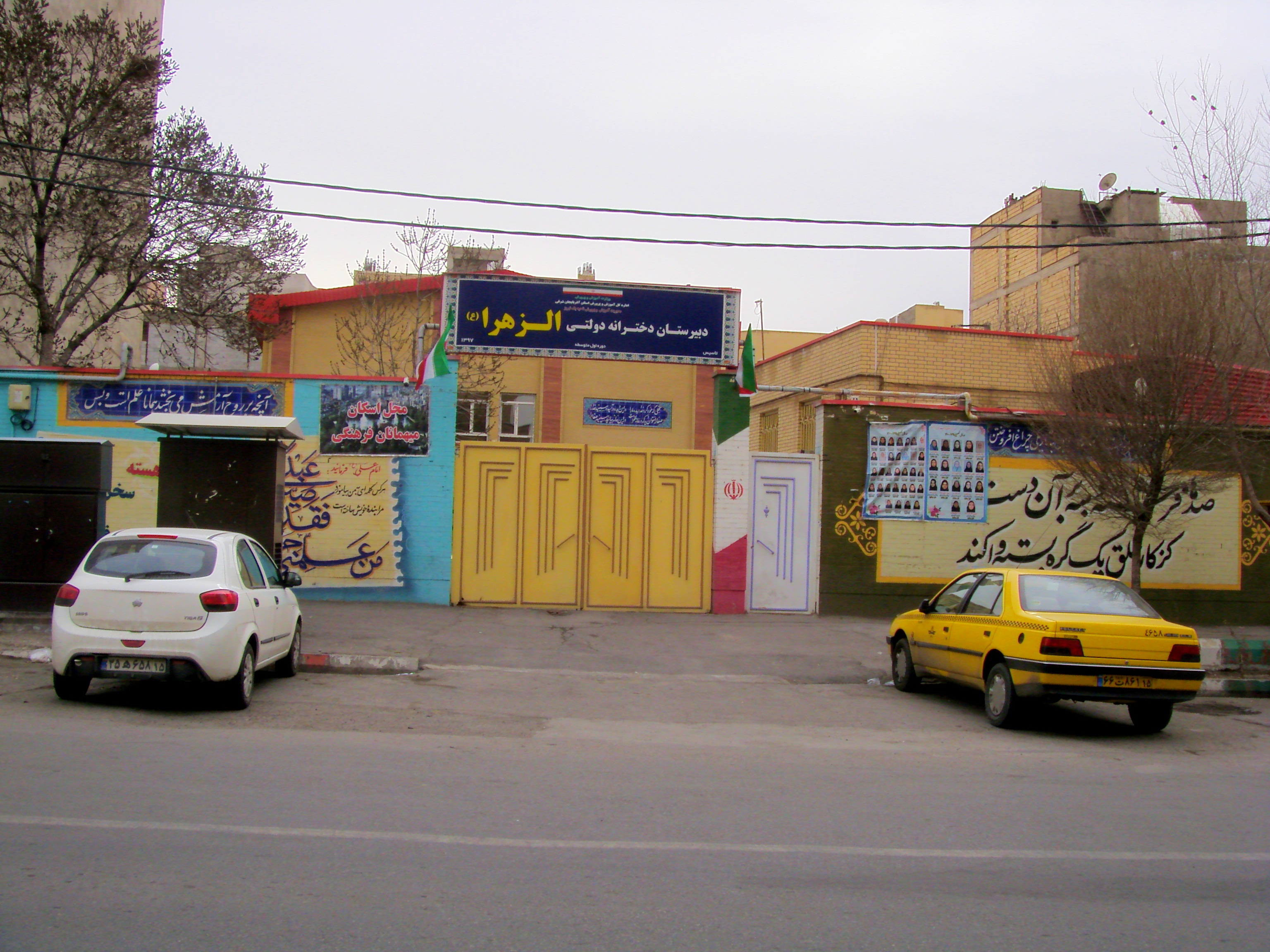
سردر دبیرستان الزهرا
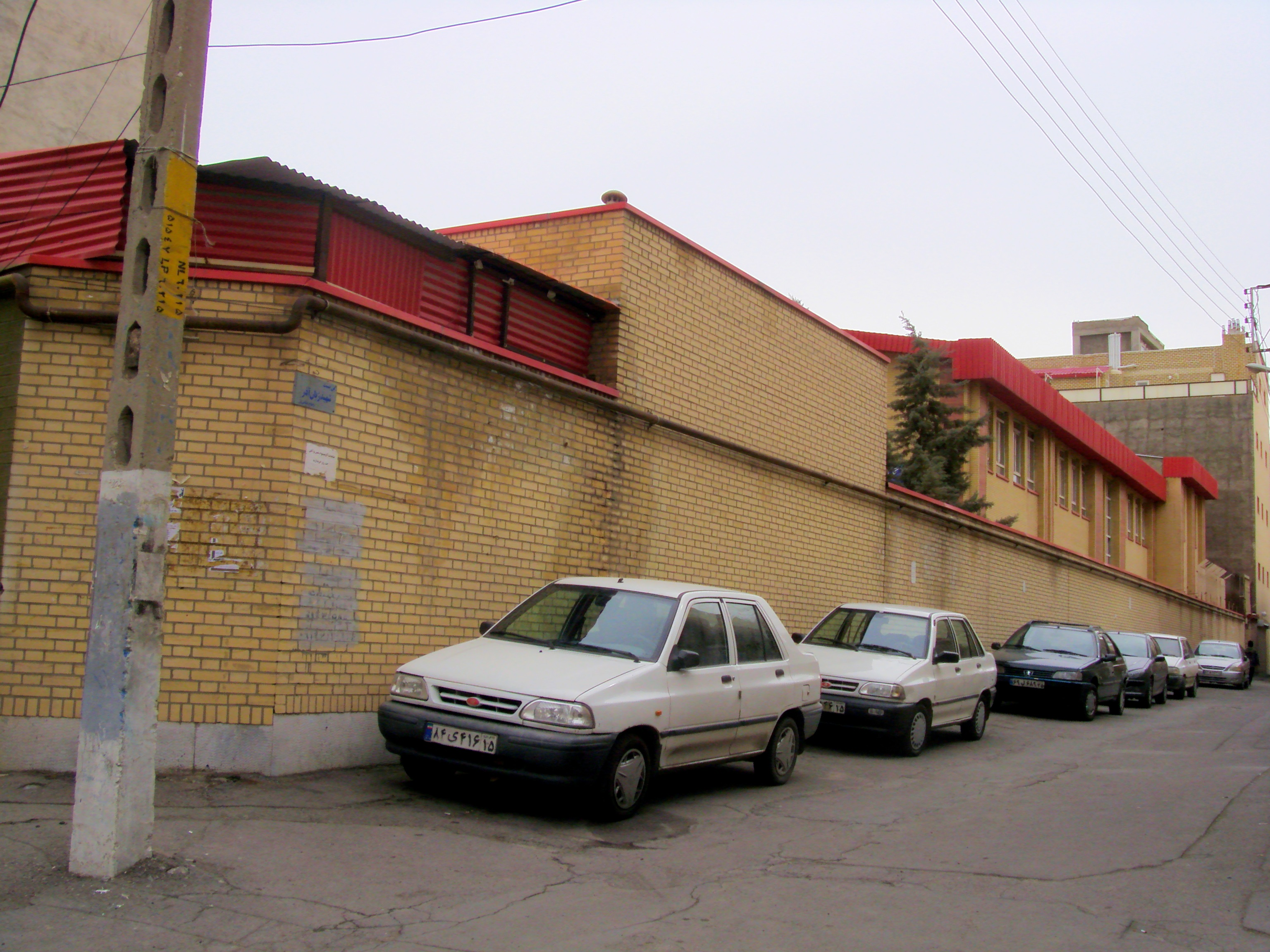
دبیرستان الزهرا در محل عمارت سابق دمشقیه

## آرمیدگان

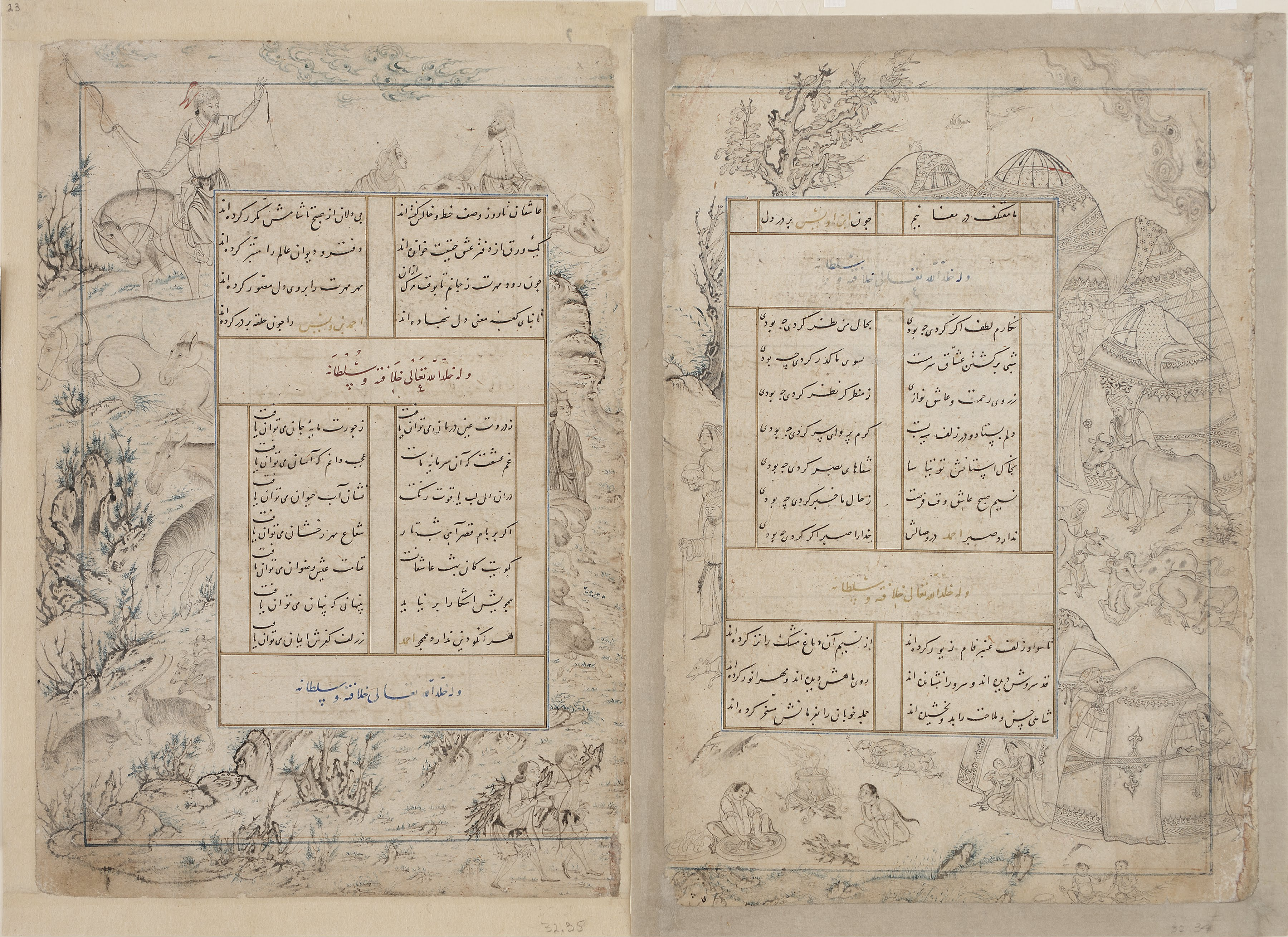
صفحه‌ای از دیوان شعر سلطان احمد جلایر با مینیاتورهای جنید بغدادی، نمونه‌ای از شعر عصر ایلکانی و نگارگری مکتب بغداد-تبریز

امیران و سلاطین آرمیده در گورستان دمشقیه:
1. شیخ حسن چوپانی
2. ملک اشرف چوپانی
3. سلطان حسن جلایر
4. سلطان حسین جلایر
5. سلطان احمد جلایر

دیگر آرمیدگان:
1. دمشق خواجه (پسر امیر چوپان و عموی شیخ حسن چوپانی)
2. شاه ولد بن شیخ علی بن سلطان اویس (نوهٔ سلطان اویس جلایر)
3. سلطان علاءالدوله بن سلطان احمد (پسر سلطان احمد جلایر)
4. مادر سلطان احمد جلایر
5. خواهر سلطان احمد جلایر